# Зиновьев, Юрий Константинович
Ю́рий Константи́нович Зино́вьев (1893, Пенза — 19 января 1949, Аугуста, Сицилия) — советский военачальник, капитан 1 ранга, Командор Ордена Британской Империи.

## Биография
Родился в городе Пенза, Россия. Русский.
Учился в Пензенской гимназии, Пензенском реальном училище. После школы юнг в Кронштадте — комендор на Балтийском флоте.
В Красной гвардии с октября 1917 года, участник штурма Зимнего дворца.
С ноября 1917 года — пулемётчик 1-го Северного летучего отряда моряков Финской Красной Гвардии.
С февраля 1918 года — артиллерийский старшина эскадренного миноносца «Брячислав» Балтийского флота.
С марта 1918 года на канонерской лодке «Бела Кун» (бывший речной буксирный теплоход «Текинец»- 1916 года постройки) Волжско-Каспийской военной флотилии, морской артиллерист Зиновьев принимал участие в обороне Астрахани и боях на Каспийском море.
С марта 1919 года член ВКП(б).
С мая 1920 года — помощник командира эскадренного миноносца «Лихой» (Балтийского флот).
С ноября 1920 года — командир башни линкора «Парижская коммуна» (Балтийского флот).
С декабря 1923 года — слушатель артиллерийских классов СКУКС в городе Ленинграде.
С февраля 1925 года, по окончании курсов проходит службу на Черноморском флоте на канонерской лодке «Знамя Социализма», а с января 1926 года на эсминеце «Шаумян».
С августа 1927 года — старший помощник командира на крейсере «Червона Украина» (ЧФ). 25 июля 1929 года крейсер посетил И. В. Сталин.
С декабря 1930 года — командир бронепалубного крейсера «Коминтерн» (ЧФ).
С мая 1936 года — помощник начальника отдела Штаба Черноморского флота.
С июля 1937 года — в связи с арестом командовавшего кораблем капитана 2-го ранга С. И. Кары, вновь назначен командиром крейсера «Коминтерн» (ЧФ).
С сентября 1937 года — начальник 2-го отделения Штаба Черноморского флота.
С августа 1938 года — командир крейсера «Молотов» (ЧФ).
С августа 1939 года — командир крейсера «Красный Кавказ»(ЧФ).
С октября 1939 года — командир крейсера «Молотов» (ЧФ).
С марта 1942 года по 28 декабря 1944 года — командир линкора «Парижская коммуна», с 31 мая 1943 года переименнованный в «Севастополь».
После Великой Отечественной войны капитан 1 ранга Зиновьев продолжал службу на Черноморском флоте.
В феврале 1947 года, директивой начальника Главного морского штаба адмирала А. Г. Головко, капитан 1-го ранга Зиновьев был назначен командиром передаваемого, по итогам войны, Советскому Союзу итальянского линейного корабля «Джулио Чезаре», которому было присвоено название «Новороссийск». Однако прошло более полутора лет, прежде чем советские моряки смогли приступить к приемке линкора. Только в начале января 1949 года Зиновьев в составе группы приемки вылетел в итальянский город Аугуста, но после непродолжительного пребывания там, 19 января, скоропостижно скончался от острой сердечной недостаточности. Вместо него в Италию срочно откомандировали капитана 1-го ранга Б. П. Беляева.

## Награды

### СССР
- два ордена Ленина (21.02.1945, 02.05.1949 -посмертно)
- три ордена Красного Знамени (1942, 03.11.1944, 1948)
- орден Отечественной войны I степени (08.09.1944)
- Медали СССР в т.ч:
  - «XX лет Рабоче-Крестьянской Красной Армии»
  - «За оборону Севастополя»
  - «За оборону Кавказа»
  - «За победу над Германией в Великой Отечественной войне 1941—1945 гг.»

### Иностранные награды
- Командор Ордена Британской Империи (Великобритания 1944)[1]